# Tratamiento del cáncer
El tratamiento contra el cáncer se desarrolla mediante una amplia gama de tratamientos disponibles para los diferentes tipos de cáncer, ya que cada tipo necesita su propio tratamiento específico. Los tratamientos pueden incluir cirugía, quimioterapia, radioterapia, terapia hormonal, terapia dirigida, incluidos fármacos de molécula pequeña o anticuerpos monoclonales, e inhibidores de PARP como olaparib. Otras terapias incluyen hipertermia, inmunoterapia, terapia fotodinámica y terapia con células madre.  Lo más habitual es que el tratamiento del cáncer incluya una serie de terapias independientes, como la quimioterapia antes de la cirugía.Los inhibidores de la angiogénesiss se utilizan a veces para potenciar los efectos de las inmunoterapias. 
La elección del tratamiento depende de la localización y grado del tumor y del estadio de la enfermedad, así como del estado general del paciente. El análisis de los biomarcadores pueden ayudar a determinar el tipo de cáncer e indicar la mejor terapia. Continuamente se están desarrollando nuevos tratamientos experimentales del cáncer. En 2023 se estimó que una de cada cinco personas será diagnosticada de cáncer en algún momento de su vida.

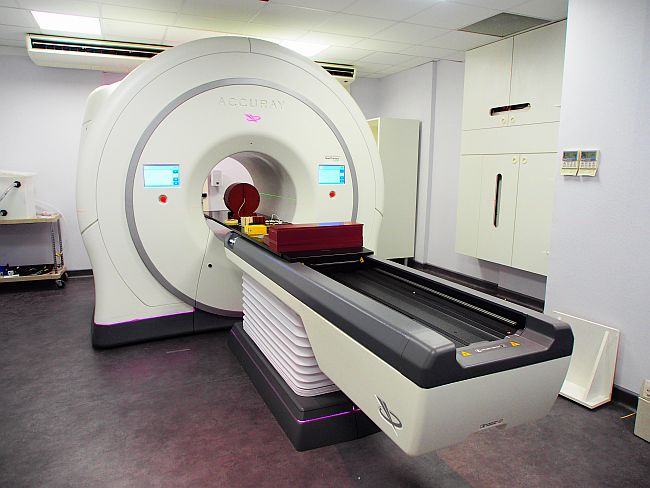
Sistema de radioterapia Accuray HDA en el Centro Oscar Lambret en Lille, Francia.

El objetivo principal del tratamiento del cáncer es curarlo mediante su extirpación completa o prolongar considerablemente la vida de la persona. Los cuidados paliativos intervienen cuando el pronóstico es malo y el cáncer ya se califica de terminal. Existen muchos tipos de cáncer, y muchos de ellos pueden tratarse con éxito si se detectan a tiempo.

## Tipos de tratamiento
El tratamiento del cáncer ha experimentado cambios evolutivos a medida que ha aumentado la comprensión de los procesos biológicos subyacentes. Las cirugías de extirpación de tumores se han documentado en el antiguo Egipto, mientras la terapia hormonal y la radioterapia se desarrollaron a finales del siglo XIX. La quimioterapia, la inmunoterapia y las nuevas terapias dirigidas son productos del siglo XX. A medida que surja nueva información sobre la biología del cáncer, se desarrollarán y modificarán tratamientos para aumentar la eficacia, la precisión, la capacidad de supervivencia y la calidad de vida.

### Cirugía
Los tumores malignos pueden curarse si se extirpan por completo mediante cirugía. Pero si el cáncer ya se ha extendido (metástasis) a otras localizaciones, la extirpación quirúrgica completa suele ser imposible. En el modelo halstediano de progresión del cáncer, los tumores crecen localmente, luego se extienden a los ganglios linfáticos y después al resto del cuerpo. Esto ha dado lugar a la popularidad de los tratamientos sólo locales, como la cirugía para cánceres pequeños. Cada vez se reconoce más que incluso los tumores pequeños localizados poseen potencial metastásico.
Algunos ejemplos de procedimientos quirúrgicos para el cáncer son la mastectomía y la tumorectomía para el cáncer de mama, la prostatectomía para el cáncer de próstata y la cirugía del cáncer de pulmón para el cáncer de pulmón de células no pequeñas. El objetivo de la cirugía puede ser la extirpación sólo del tumor, de todo el órgano o de una parte del órgano. Una sola célula cancerosa es invisible a simple vista, pero puede volver a crecer en un nuevo tumor, un proceso llamado recurrencia. Por este motivo, el patólogo examinará la muestra quirúrgica para determinar si existe un margen de tejido sano, disminuyendo así la posibilidad de que queden células cancerosas microscópicas en el paciente.
Además de la extirpación del tumor primario, la cirugía suele ser necesaria para la estadificación, por ejemplo, para determinar la extensión de la enfermedad y si hay metástasis en ganglios linfáticos regionales. La estadificación es un factor determinante del pronóstico y de la necesidad de terapia adyuvante. En ocasiones, la cirugía es necesaria para controlar los síntomas, como la compresión de la médula espinal o la obstrucción intestinal. Esto se conoce como tratamiento paliativo.
La cirugía puede realizarse antes o después de otras formas de tratamiento. El tratamiento previo a la cirugía suele denominarse neoadyuvante. En el cáncer de mama, la tasa de supervivencia de las pacientes que reciben quimioterapia neoadyuvante no difiere de la proporción de las que son tratadas tras la cirugía. La administración precoz de la quimioterapia permite a los oncólogos evaluar la eficacia del tratamiento y puede facilitar la extirpación del tumor. Sin embargo, las ventajas para la supervivencia del tratamiento neoadyuvante en el cáncer de pulmón no están tan claras.

### Radioterapia

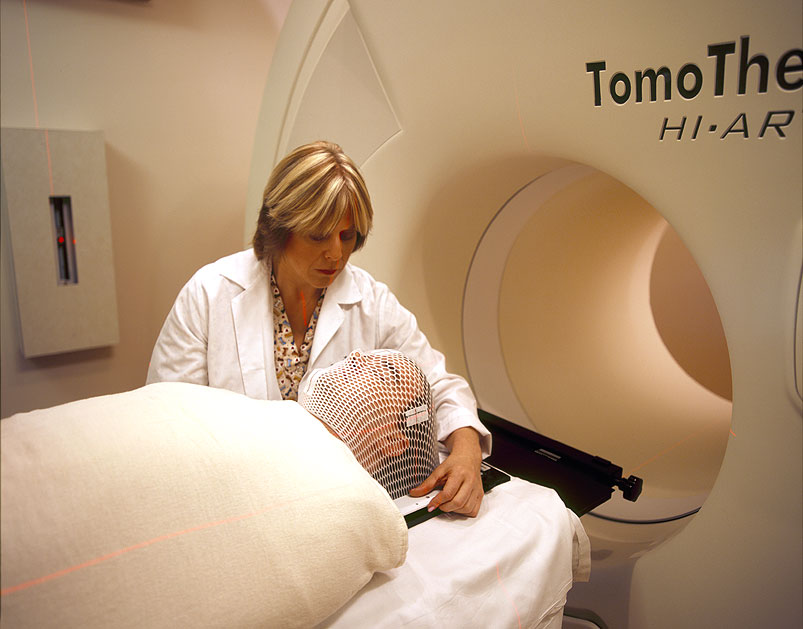
Paciente preparado para una sesión de radioterapia

La radioterapia (terapia por radiación) es el uso de radiación ionizante para destruir células cancerosas y reducir tumores dañando su ADN y causando muerte celular.  La radioterapia puede dañar el ADN directamente o crear partículas cargadas (radicales libres) dentro de las células que, a su vez, pueden dañar el ADN. La radioterapia puede administrarse externamente mediante radioterapia de haz externo, o internamente mediante braquiterapia. Los efectos de la radioterapia son localizados y se limitan a la región tratada. Aunque la radiación daña tanto las células cancerosas como las normales, la mayoría de las células normales pueden recuperarse de los efectos de la radiación y funcionar correctamente. El objetivo de la radioterapia es dañar el mayor número posible de células cancerosas, limitando al mismo tiempo el daño a los tejidos sanos cercanos. Por ello, se administra en muchas fracciones, permitiendo que el tejido sano se recupere entre una y otra.
La radioterapia puede utilizarse para tratar casi todos los tipos de tumores sólidos y también para tratar la leucemia y el linfoma. La dosis de radiación en cada lugar depende de varios factores, como la radiosensibilidad de cada tipo de cáncer y si hay tejidos y órganos cercanos que puedan ser resultar dañados por la radiación. Por lo tanto, como ocurre con cualquier forma de tratamiento, la radioterapia no está exenta de efectos secundarios.
La radioterapia puede provocar sequedad de boca por la exposición de las glándulas salivales a la radiación, lo que se traduce en una disminución de la secreción de saliva. Después de la radioterapia, las glándulas salivales vuelven a funcionar, pero rara vez de la misma manera. La sequedad bucal causada por la radiación puede ser un problema permanente.

### Quimioterapia
La quimioterapia es el tratamiento del cáncer con fármacos ("medicamentos contra el cáncer") que pueden destruir las células cancerosas.  La quimioterapia puede administrarse de diversas formas, como inyecciones en los músculos, la piel, una arteria o una vena, o incluso puede tomarse por vía oral en forma de píldora. Actualmente, el término "quimioterapia" suele referirse a los fármacos "citotóxicos" que afectan a las células que se dividen rápidamente en general, en contraste con la "terapia dirigida" (véase más adelante). Los fármacos quimioterapéuticos interfieren en la división celular de varias formas posibles, por ejemplo, en la duplicación del ADN o en la separación de los cromosomas recién formados. La mayoría de las formas de quimioterapia se dirigen a todas las células que se dividen rápidamente y no son específicas de las células cancerosas, aunque cierto grado de especificidad puede deberse a la incapacidad de muchas células cancerosas para reparar daños en el ADN, mientras que las células normales generalmente sí pueden hacerlo. Por lo tanto, la quimioterapia tiene el potencial de dañar el tejido sano, especialmente aquellos tejidos que tienen una alta tasa de reemplazo (por ejemplo, el revestimiento intestinal). Estas células suelen repararse a sí mismas tras la quimioterapia.
Debido a que algunos fármacos actúan mejor juntos que solos, a menudo se administran dos o más fármacos al mismo tiempo. Esto se denomina "quimioterapia combinada"; la mayoría de los regímenes de quimioterapia se administran en combinación.
Dado que la quimioterapia afecta a todo el organismo, puede tener una amplia gama de efectos secundarios. A menudo, los pacientes empiezan a perder el pelo, ya que los fármacos que combaten las células cancerosas también atacan las células de las raíces del cabello. Este potente tratamiento también puede provocar fatiga, pérdida de apetito y vómitos, dependiendo de la persona.
El tratamiento de algunas leucemias y linfomas requiere el uso de altas dosis de quimioterapia e irradiación corporal total (ICT). Este tratamiento destruye la médula ósea y, por tanto, la capacidad del organismo para recuperar y repoblar la sangre. Por este motivo, la extracción de células madre de la médula ósea o de la sangre periférica se lleva a cabo antes de la parte ablativa de la terapia, para permitir el "rescate" tras la administración del tratamiento. Esto se conoce como trasplante de células madre autóloga.

### Terapias dirigidas
La terapia dirigida, disponible por primera vez a finales de los años 90, ha tenido un impacto significativo en el tratamiento de algunos tipos de cáncer, y es actualmente un área de investigación muy activa. Consiste en el uso de agentes específicos para las proteínas desreguladas de las células cancerosas. Los fármacos de molécula pequeña son fármacos de terapia dirigida que generalmente son inhibidores de dominios enzimáticos en proteínas mutadas, sobreexpresadas o críticas de algún modo para la célula cancerosa. Ejemplos destacados son los inhibidores de la tirosina cinasa: imatinib (Gleevec/Glivec) y gefitinib (Iressa).
La terapia con anticuerpos monoclonales es otra estrategia en la que el agente terapéutico es un anticuerpo que se une específicamente a una proteína de la superficie de las células cancerosas. Algunos ejemplos son el anticuerpo anti-HER2/neu, trastuzumab (Herceptin), utilizado en el cáncer de mama, y el anticuerpo anti-CD20, rituximab, utilizado en diversas neoplasias de células B.
La terapia dirigida también puede emplear pequeños péptidos como "dispositivos de localización" que pueden unirse a receptores de la superficie celular o a la matriz extracelular afectada de la región que rodea al tumor. Los radionucleidos unidos a estos péptidos (por ejemplo, los RGD) acaban matando la célula cancerosa si el nucleido se desintegra cerca de la célula. Especialmente los oligómeros o multiímeros de estos motivos de unión son de gran interés, ya que esto puede conducir a una mayor especificidad y avidez tumoral.
La terapia fotodinámica (TFD) es un tratamiento ternario para el cáncer que implica un fotosensibilizador, oxígeno tisular y la luz (a menudo utilizando láseres). La TFD puede utilizarse como tratamiento para el carcinoma de células basales (CCB) o el cáncer de pulmón; la TFD también puede ser útil para eliminar restos de tejido maligno tras la extirpación quirúrgica de tumores grandes. En febrero de 2019, científicos médicos anunciaron que el iridio unido a la albúmina, creando una molécula fotosensibizadora, puede penetrar en las células cancerosas y, tras ser irradiado con luz, puede destruirlas. 
Los ultrasonidos terapéuticos de alta energía podrían aumentar la carga de fármacos anticancerígenos de mayor densidad e inducir a algunos nanofármacos para dirigirse a las zonas tumorales 20 veces más que con la terapia tradicional contra el cáncer. 
Entre las terapias dirigidas en desarrollo preclínico como posibles tratamientos contra el cáncer se encuentran los oligonucleótidos morfolino de cambio de empalme, que inducen la omisión del exón ERG en modelos de cáncer de próstata,  inhibidores  multiobjetivo de la cinasa que inhiben la PI3K con otras vías, incluida la MEK y la via PIM, e inhibidores de NF-κB en modelos de resistencia a la quimioterapia.

### Inmunoterapia

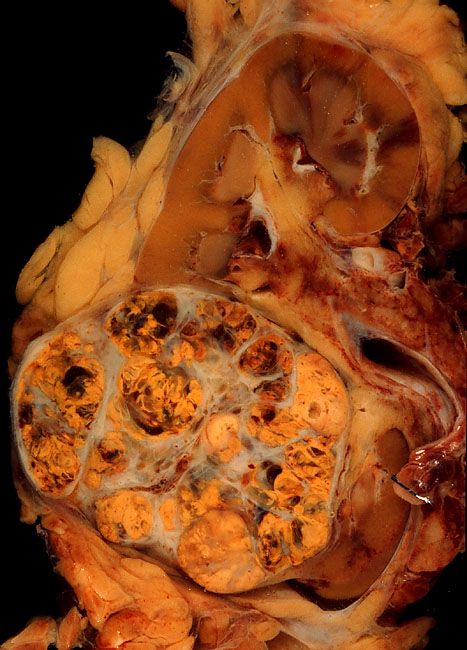
Un carcinoma de células renales (abajo a la izquierda) en un riñón

La inmunoterapia del cáncer incluye un conjunto diverso de estrategias terapéuticas diseñadas para inducir al propio sistema inmunitario del paciente a luchar contra el tumor. Los métodos actuales para generar una respuesta inmunitaria contra los tumores incluyen la inmunoterapia intravesical con BCG para el cáncer de vejiga superficial, y el uso de interferón y otras citoquinas para inducir una respuesta inmunitaria en pacientes con carcinoma de células renales y melanoma. Las vacunas contra el cáncer para generar respuesta inmunitaria específica son objeto de intensa investigación para varios tumores, en particular el melanoma maligno y el carcinoma de células renales. Sipuleucel-T es una estrategia similar a una vacuna contra el cáncer de próstata en la que células dendríticas del paciente se cargan con péptidos de fosfatasa ácida prostática para inducir una respuesta inmunitaria específica contra las células derivadas de la próstata. Obtuvo la aprobación de la FDA en 2010.
El trasplante alogénico de células madre hematopoyéticas (normalmente de médula ósea) de un donante genéticamente no idéntico puede considerarse una forma de inmunoterapia, ya que las células inmunitarias del donante atacarán a menudo al tumor en un fenómeno conocido como efecto injerto contra tumor. Por este motivo, el trasplante alogénico conlleva una mayor tasa de curación que el trasplante autólogo para varios tipos de cáncer, aunque los efectos secundarios también son más graves.
La inmunoterapia celular en la que se utilizan células asesinas naturales (NK) y células T citotóxicas del propio paciente se practica en Japón desde 1990. Las células NK y T citotóxicas destruyen principalmente las células cancerosas cuando se desarrollan. Este tratamiento se administra junto con otros modos de tratamiento como la cirugía, la radioterapia o la quimioterapia y se denomina terapia autóloga de refuerzo inmunitario (AIET).
La "terapia de punto de control inmunitario" se centra en dos proteínas de punto de control inmunitario, la proteína 4 asociada a los linfocitos T citotóxicos (CTLA-4) y la proteína 1 de muerte celular programada (PD-1). En condiciones normales, el sistema inmunitario utiliza las proteínas de punto de control como mecanismos de retroalimentación negativa para volver a la homeostasis una vez que los patógenos han sido eliminados del organismo. En un microambiente tumoral, las células cancerosas pueden manipular este sistema regulador fisiológico para "frenar" la respuesta inmunitaria contra el cáncer y eludir la vigilancia inmunitaria. El Premio Nobel de Medicina de 2018 se concedió al doctor James Allison, del Centro Oncológico MD Anderson de la Universidad de Texas, en Estados Unidos, y al doctor Tasuku Honjo, de la Universidad de Kioto, en Japón, por sus contribuciones en el avance de la terapia de puntos de control inmunitarios PD-1 y CTLA-4. 

### Terapia hormonal
El crecimiento de algunos tipos de cáncer puede inhibirse proporcionando o bloqueando ciertas hormonas. Algunos ejemplos comunes de tumores sensibles a las hormonas son ciertos tipos de cáncer de mama y de próstata. El bloqueo de estrógenos o testosterona suele ser un tratamiento adicional importante. En ciertos tipos de cáncer, la administración de agonistas hormonales, como los progestágenos, puede ser terapéuticamente beneficiosa. Aunque los efectos secundarios de la terapia hormonal varían en función del tipo, los pacientes pueden experimentar síntomas como sofocos, náuseas y fatiga.

### Inhibidores de la angiogénesis
Los inhibidores de la angiogénesis impiden el crecimiento extensivo de los vasos sanguíneos (angiogénesis) que los tumores necesitan para sobrevivir y crecer. El crecimiento continuado permite la invasión de células en tejidos vecinos, y metástasis en tejidos distales.  Existen muchos inhibidores de la angiogénesis aprobados, como bevacizumab, axitinib y cabozantinib.
Se ha demostrado que los flavonoides regulan a la baja la estimulación angiogénica del VEGF y el factor inducible por hipoxia (HIF), pero ninguno ha llegado a la fase de ensayo clínico. 

### Prescripción de ejercicio
La prescripción de ejercicio físico se está convirtiendo en un tratamiento complementario habitual para el cáncer, basado en estudios que demuestran que el ejercicio (en comparación con la ausencia de ejercicio) se asocia con menores tasas de recurrencia, mejores resultados de mortalidad, y reducción de los efectos secundarios de los tratamientos tradicionales contra el cáncer. Aunque no se sabe con certeza si la mejora de los resultados con el ejercicio está correlacionada o es causal,  la mejora de los resultados con el ejercicio está correlacionada o es causal, la relación beneficio-riesgo de incluir el ejercicio como parte del tratamiento del cáncer es grande, ya que el ejercicio tiene más beneficios (por ejemplo, cardiovasculares, salud mental) sin mayores riesgos, aunque existe un pequeño riesgo de lesión por sobreuso si se añade de forma demasiado agresiva. Especialistas en fisiología del ejercicio y medicina del ejercicio pueden ayudar a los oncólogos y a los médicos de atención primaria en la prescripción de ejercicio en pacientes de cáncer.

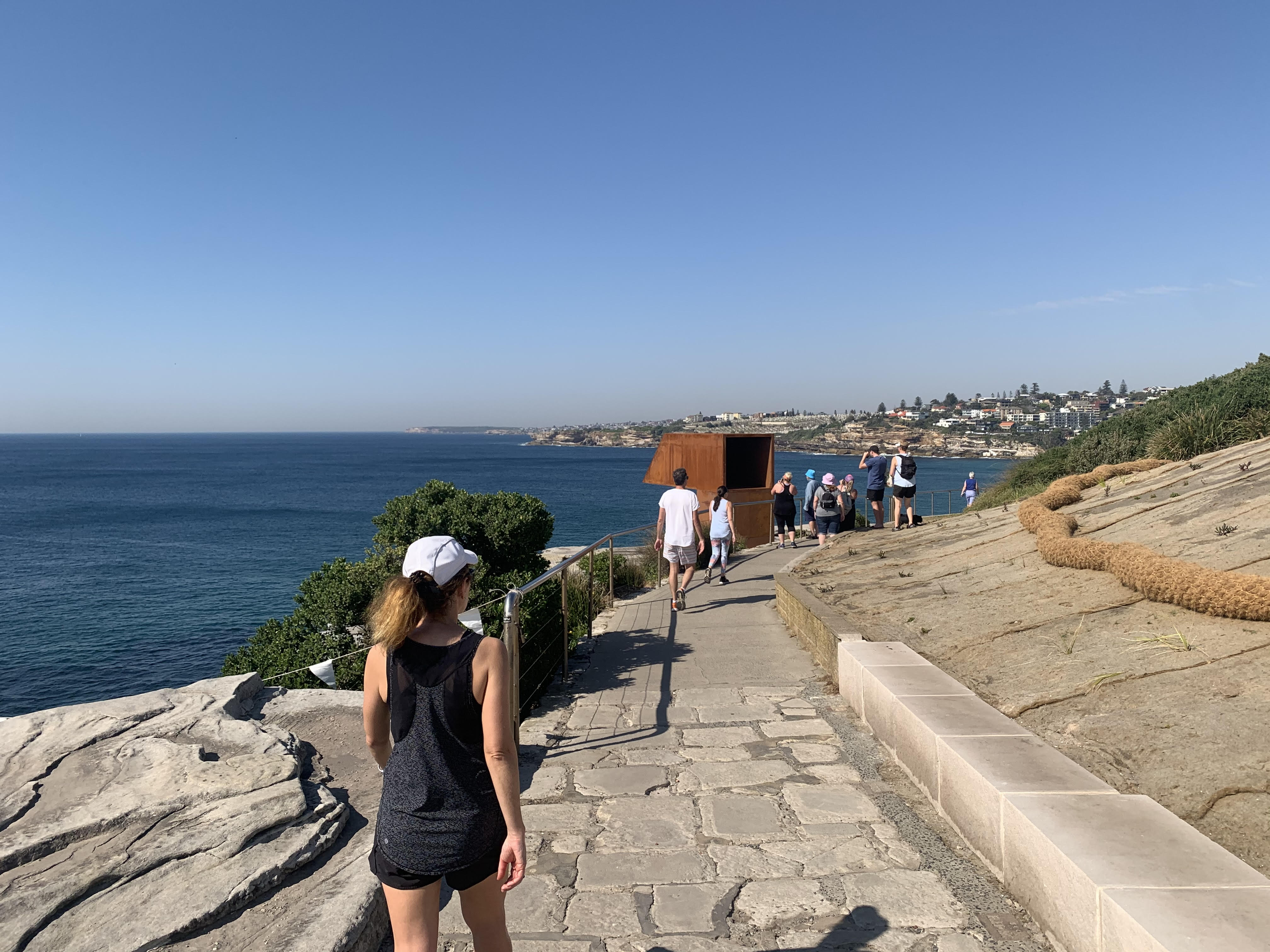
Caminar suele ser una excelente opción de ejercicio como tratamiento complementario del cáncer

.

### Letalidad sintética
La letalidad sintética surge cuando una combinación de deficiencias en la expresión de dos o más genes conduce a la muerte celular, mientras que una deficiencia en sólo uno de estos genes no lo hace. Las deficiencias pueden surgir por mutaciones, alteraciones epigenéticas o inhibidores de uno o ambos genes.
Las células cancerosas suelen presentar deficiencias en un gen de reparación del ADN. (Véase también "Deficiencias de reparación del ADN en el cáncer"). Este defecto de reparación del ADN puede deberse a una mutación o, a menudo, a un silenciamiento epigenético (véase "Silenciamiento epigenético de la reparación del ADN").  Si este defecto de reparación del ADN se encuentra en una de las siete vías de reparación del ADN (véase "Vías de reparación del ADN"), y se inhibe una vía de reparación del ADN compensadora, las células tumorales pueden morir por letalidad sintética. Las células no tumorales, con la vía inicial intacta, pueden sobrevivir.

#### Cáncer de ovario
Las mutaciones en los genes de reparación del ADN BRCA1 o BRCA2 (activos en la  reparación por recombinación homóloga) son sintéticamente letales con la inhibición del gen de reparación del ADN PARP1 (activo en las vías de reparación del ADN, de reparación por escisión de bases y en la de unión de extremos mediada por microhomología).
Los cánceres de ovario presentan un defecto mutacional en BRCA1 en aproximadamente el 18% de las pacientes (13% de mutaciones de línea germinal y 5% mutaciones somáticas) (véase BRCA1). El olaparib, un inhibidor de PARP, fue aprobado en 2014 por la FDA estadounidense para su uso en el cáncer de ovario asociado a BRCA que había sido tratado previamente con quimioterapia. La FDA, en 2016, también aprobó el inhibidor de PARP, rucaparib, para tratar a mujeres con cáncer de ovario avanzado que ya han sido tratadas con al menos dos quimioterapias y tienen una mutación genética BRCA1 o BRCA2. 

#### Cáncer de colon
En el cáncer de colon, los defectos epigenéticos en el gen WRN asociado al síndrome de Werner parecen ser sintéticamente letales con la inactivación de TOP1. En particular, la inactivación por irinotecan de TOP1 fue sintéticamente letal con la expresión deficiente del gen WRN de reparación del ADN en pacientes con cáncer de colon.  En un estudio de 2006, 45 pacientes tenían tumores de colon con hipermetilación en promotores del gen WRN (expresión silenciada de WRN), y 43 pacientes tenían tumores con promotores del gen WRN no metilados, por lo que la expresión de la proteína WRN era alta.  El irinotecán fue más beneficioso para los pacientes con promotores del WRN hipermetilados (39,4 meses de supervivencia) que para aquellos con promotores del WRN no metilados (20,7 meses de supervivencia). El promotor del gen WRN está hipermetilado en aproximadamente el 38% de los casos de cáncer colorrectal.
Existen cinco estadios diferentes del cáncer de colon, y estos cinco estadios tienen tratamiento:
- Estadio 0, en el que el paciente debe someterse a una intervención quirúrgica para extirpar el pólipo (American Cancer Society[44]).
- Estadio 1, dependiendo de la localización del cáncer en el colon y los ganglios linfáticos, el paciente se somete a cirugía igual que en el estadio 0.
- Estadio 2, el paciente se somete a la extirpación de los ganglios linfáticos cercanos, pero dependiendo de lo que diga el médico, también podría tener que someterse a quimioterapia después de la cirugía (si el cáncer tiene mayor riesgo de reaparecer).
- Estadio 3, es cuando el cáncer se ha extendido por todos los ganglios linfáticos pero aún no a otros órganos o partes del cuerpo. Cuando se llega a este estadio, se realiza una cirugía en el colon y los ganglios linfáticos y, a continuación, el médico ordena quimioterapia (FOLFOX o CapeOx) para tratar el cáncer de colon en el lugar necesario (American Cancer Society[44]). El último estadio al que puede llegar un paciente es el 4.
- Estadio 4, los pacientes sólo se someten a cirugía si es para la prevención del cáncer, junto con el alivio del dolor. Si el dolor continúa con estas dos opciones, el médico podría recomendar radioterapia. La principal estrategia de tratamiento es la quimioterapia debido a lo agresivo que se vuelve el cáncer en este estadio, no sólo en el colon sino también en los ganglios linfáticos.

## Control de los síntomas y cuidados paliativos
Aunque el control de los síntomas del cáncer no suele considerarse un tratamiento dirigido al cáncer, es un factor determinante de la calidad de vida de los pacientes oncológicos y desempeña un papel importante en la decisión de si el paciente puede someterse a otros tratamientos. En general, los médicos tienen las habilidades terapéuticas para reducir el dolor, incluyendo, náuseas y vómitos inducidos por la quimioterapia, diarrea, hemorragia y otros problemas comunes en pacientes con cáncer. La especialidad multidisciplinar de cuidados paliativos ha aumentado específicamente en respuesta a las necesidades de control de los síntomas de estos grupos de pacientes.
La medicación contra el dolor, como la morfina y la oxicodona, y los antieméticos, que son fármacos para suprimir las náuseas y los vómitos, se utilizan con mucha frecuencia en pacientes con síntomas relacionados con el cáncer. Los antieméticos mejorados como el ondansetrón y análogos, así como el aprepitant han hecho que los tratamientos agresivos sean mucho más factibles en pacientes con cáncer.
El dolor oncológico puede estar asociado al daño tisular continuado debido al proceso de la enfermedad, o al propio tratamiento (cirugía, radioterapia, quimioterapia).  Los factores ambientales y las alteraciones afectivas siempre desempeñan un papel en la génesis de las conductas dolorosas, pero no suelen ser los factores etiológicos predominantes en los pacientes con dolor oncológico. Algunos pacientes con dolor intenso asociado al cáncer se  se acercan al final de sus vidas, pero en todos los casos deben utilizarse terapias paliativas para controlar el dolor. Cuestiones como el estigma social del uso de opioides y el amplio consumo de atención sanitaria pueden ser motivo de preocupación y puede ser necesario abordarlas para que la persona se sienta cómoda tomando los medicamentos necesarios para controlar sus síntomas. 
La estrategia típica para el tratamiento del dolor oncológico consiste en conseguir que el paciente se sienta lo más cómodo posible utilizando la menor cantidad de medicación posible. Históricamente, los médicos eran reacios a recetar narcóticos a los pacientes con cáncer terminal debido a la supresión de la función respiratoria. El movimiento de cuidados paliativos, una rama más reciente del movimiento de cuidados terminales, ha generado un apoyo más generalizado al tratamiento preventivo del dolor en pacientes con cáncer. La [Organización Mundial de la Salud]] también ha señalado que el dolor oncológico incontrolado es un problema mundial y ha establecido una "escalera" como guía para el tratamiento del dolor en pacientes con cáncer. 
La fatiga relacionada con el cáncer es un síntoma muy común del cáncer, y hay una serie de enfoques propuestos para ayudar con esto.

### Estrés mental y dolor
Los pacientes de cáncer se enfrentan a muchos obstáculos y uno de ellos es la tensión mental. Es muy común que los pacientes de cáncer se estresen, se sientan abrumados, inseguros e incluso deprimidos. La quimioterapia es un tratamiento muy duro que causa la muerte de las células del cuerpo. Este tipo de efectos físicos no sólo causan dolor, sino que también hacen que los pacientes se agoten mentalmente y quieran rendirse. Por muchas razones, entre ellas éstas, los hospitales ofrecen muchos tipos de terapias y curación mental. Algunas de ellas incluyen yoga, meditación, terapia de comunicación e ideas espirituales.  Todo ello tiene como objetivo calmar y relajar la mente, o dar esperanza a los pacientes que pueden sentirse agotados.

### Insomnio
Un trastorno común que experimentan las personas que han sobrevivido a tratamientos contra el cáncer es el insomnio. Casi el 60% de los supervivientes de cáncer experimentan insomnio, y si no se trata adecuadamente puede tener efectos a largo plazo sobre la salud fisiológica y física.  El insomnio se define como la insatisfacción con la duración o la calidad del sueño y las dificultades para iniciar o mantener el sueño. El insomnio puede reducir considerablemente la calidad de vida. Se ha observado que la terapia cognitivo-conductual reduce el insomnio y la depresión en los supervivientes de cáncer.

### Fuerza muscular
La disminución de la fuerza muscular es un efecto secundario común a muchos tratamientos diferentes contra el cáncer. Por ello, el ejercicio es muy importante, especialmente durante el primer año después del tratamiento. Se ha demostrado que el yoga, el ejercicio acuático y el pilates pueden mejorar el bienestar emocional y la calidad de vida de las supervivientes de cáncer de mama.

### Cuidados paliativos
A una persona con una enfermedad avanzada calificada como terminal se le deben suministrar cuidados paliativos en casa, o en una institución dedicada a los cuidados paliativos. Un cáncer no tratado puede resultar terminal, y a veces se opta por renunciar al tratamiento y a sus desagradables efectos secundarios, y optar en su lugar por los cuidados paliativos. Los cuidados paliativos tienen como objetivo proporcionar apoyo a las necesidades médicas, emocionales, sociales, prácticas, psicológicas y espirituales de la persona.
La planificación anticipada de cuidados puede ayudar a una persona a decidir por sí misma sus deseos de cuidados futuros cuando se acerca el final de la vida. Esto ayuda a los adultos en cualquier estado de salud a decidir, y registrar por escrito, sus deseos en cuanto a preferencias de tratamiento médico y deseos futuros, preferiblemente tal y como se han discutido previamente con familiares o cuidadores.

## Investigación
Los ensayos clínicos, también llamados estudios de investigación, prueban nuevos tratamientos en personas con cáncer. El objetivo de esta investigación es encontrar mejores formas de tratar el cáncer y ayudar a los pacientes. Los ensayos clínicos prueban muchos tipos de tratamiento, como nuevos fármacos, nuevos enfoques de la cirugía o la radioterapia, nuevas combinaciones de tratamientos o nuevos métodos como la terapia génica.
Un ensayo clínico es una de las etapas finales de un largo y cuidadoso proceso de investigación sobre el cáncer. La búsqueda de nuevos tratamientos comienza en el laboratorio, donde los científicos desarrollan y prueban nuevas ideas. Si un enfoque parece prometedor, el siguiente paso puede ser probar un tratamiento en animales para ver cómo afecta al cáncer en un ser vivo y si tiene efectos nocivos. Por supuesto, los tratamientos que funcionan bien en el laboratorio o en animales no siempre lo hacen en las personas. Los estudios se realizan con pacientes con cáncer para averiguar si los tratamientos prometedores son seguros y eficaces.
Los pacientes que participan pueden verse beneficiados personalmente por el tratamiento que reciben. Reciben una atención actualizada por parte de expertos en cáncer, así como un nuevo tratamiento en fase de prueba o el mejor tratamiento estándar disponible para su cáncer. Al mismo tiempo, los nuevos tratamientos también pueden tener riesgos desconocidos, pero si un nuevo tratamiento resulta eficaz o más eficaz que el tratamiento estándar, los pacientes del estudio que lo reciban pueden estar entre los primeros en beneficiarse. No hay garantías de que un nuevo tratamiento en fase de prueba o un tratamiento estándar produzcan buenos resultados. En el caso de los niños con cáncer, un estudio de los ensayos realizados halló que, por término medio, no era más probable que los que participaban en los ensayos obtuvieran mejores o peores resultados que los que recibían el tratamiento estándar; esto confirma que no se puede predecir el éxito o el fracaso de un tratamiento experimental.

### Investigación sobre exosomas
Los exosomas son microvesículas recubiertas de lípidos que los tumores sólidos vierten en fluidos corporales como la sangre y la orina. Actualmente se está investigando el uso de los exosomas como método de detección y seguimiento de diversos tipos de cáncer.  La esperanza es poder detectar el cáncer con una alta sensibilidad y especificidad mediante la detección de exosomas específicos en la sangre o la orina. El mismo proceso también puede utilizarse para supervisar con mayor precisión el progreso del tratamiento de un paciente. Se ha demostrado que el ensayo específico de lectina ligada a enzimas llamado ELLSA detecta directamente exosomas derivados del melanoma a partir de muestras de fluidos. Anteriormente, los exosomas se habían medido por el contenido total de proteínas en muestras purificadas y por efectos inmunomoduladores indirectos. ELLSA mide directamente las partículas de exosomas en soluciones complejas, y ya se ha descubierto que es capaz de detectar exosomas de otras fuentes, como el cáncer de ovario y los macrófagos infectados por tuberculosis.
También se cree que los exosomas, secretados por los tumores, son responsables de desencadenar la muerte celular programada (apoptosis) de las células inmunitarias; interrumpen la señalización de las células T necesaria para montar una respuesta inmunitaria; inhiben la producción de citoquinas anticancerígenas, y tiene implicaciones en la propagación de las metástasis permitiendo la angiogénesis.  Actualmente se están realizando estudios con "plasmaféresis de afinidad a lectina" (LAP, por sus siglas en inglés), LAP es un método de filtración de sangre que se dirige selectivamente a los exosomas tumorales y los elimina del torrente sanguíneo. Se cree que la disminución de los exosomas secretados por el tumor en el torrente sanguíneo de un paciente ralentizará la progresión del cáncer y, al mismo tiempo, aumentará la respuesta inmunitaria del propio paciente.

## Medicina complementaria y alternativa
Los tratamientos de medicina complementaria y alternativa (MCA) incluyen un grupo diverso de sistemas médicos y de salud, prácticas y productos que no forman parte de la medicina convencional y no han demostrado ser eficaces. La "medicina complementaria" se refiere a métodos y sustancias utilizados junto con la medicina convencional, mientras que "medicina alternativa" se refiere a compuestos utilizados en lugar de la medicina convencional. El uso de la MCA es común entre las personas con cáncer; un estudio del año 2000 descubrió que el 69% de los pacientes con cáncer habían utilizado al menos una terapia de MCA como parte de su tratamiento contra el cáncer.
La mayoría de las medicinas complementarias y alternativas para el cáncer no se han estudiado ni probado rigurosamente. Algunos tratamientos alternativos que han sido investigados y han demostrado ser ineficaces siguen comercializándose y promocionándose.

## Circunstancias especiales

### Cáncer en el embarazo
La incidencia del cáncer asociado al embarazo ha aumentado debido al incremento de la edad de las madres embarazadas.  Los cánceres también pueden detectarse incidentalmente durante el cribado materno.
El tratamiento del cáncer debe seleccionarse de modo que cause el menor daño tanto a la mujer como al embrión/feto. En algunos casos puede recomendarse un aborto terapéutico.
La radioterapia está descartada, y la quimioterapia siempre plantea el riesgo de aborto y malformaciones congénitas. Se sabe poco sobre los efectos de los medicamentos en el niño.
Incluso si se ha comprobado que un medicamento no atraviesa la placenta para llegar al niño, algunas formas de cáncer pueden dañar la placenta y hacer que el medicamento la atraviese de todos modos. Algunas formas de cáncer de piel pueden incluso hacer metástasis en el cuerpo del niño. El
También se dificulta el diagnóstico, ya que la tomografía computarizada es inviable por su alta dosis de radiación. Aun así, la resonancia magnética puede usarse con normalidad. Sin embargo, no se pueden utilizar medios de contraste, ya que atraviesan la placenta. 
Como consecuencia de las dificultades para diagnosticar y tratar adecuadamente el cáncer durante el embarazo, los métodos alternativos consisten en practicar una cesárea cuando el niño es viable para iniciar un tratamiento más agresivo contra el cáncer, o bien, si el cáncer es lo suficientemente maligno como para que la madre no pueda esperar tanto tiempo, practicar un aborto para tratar el cáncer.

### Cáncer"in utero"
Los tumores fetales se diagnostican a veces cuando aún se encuentran en el útero. El teratoma es el tipo más común de tumor fetal y suele ser benigno. En algunos casos se tratan quirúrgicamente mientras el feto está todavía en el útero.

## Sociedad y cultura

### Disparidades raciales y sociales
El cáncer es un problema importante que afecta al mundo. Concretamente en EE. UU., solo durante 2018 se esperaban 1.735.350 nuevos casos de cáncer y 609.640 muertes. Un tratamiento adecuado podría evitar muchas muertes por cáncer, pero existen disparidades raciales y sociales en los tratamientos que tienen un factor importante en las altas tasas de mortalidad. Las minorías tienen más probabilidades de recibir un tratamiento inadecuado, mientras que los pacientes blancos tienen más probabilidades de recibir tratamientos eficientes en el momento oportuno.  Recibir un tratamiento satisfactorio a tiempo puede aumentar las probabilidades de supervivencia del paciente. Se ha demostrado que las posibilidades de supervivencia son significativamente mayores para los pacientes blancos que para los afroamericanos.
La mortalidad media anual de los pacientes con cáncer colorrectal para los años 1992 y 2000 fue de 27 y 18,5 casos por 100.000 pacientes blancos y de 35,4 y 25,3 por 100.000 pacientes negros. En una revista que analizó múltiples estudios que probaban las disparidades raciales a la hora de tratar el cáncer colorrectal se encontraron hallazgos contradictorios. La Administración de Veteranos de Estados Unidos y un ensayo adyuvante hallaron que no había pruebas que apoyaran las diferencias raciales en el tratamiento del cáncer colorrectal. Sin embargo, dos estudios sugirieron que los pacientes afroamericanos recibían un tratamiento menos satisfactorio y de peor calidad en comparación con los pacientes blancos. Uno de estos estudios fue realizado por el Center for Intramural Research. Descubrieron que los pacientes negros tenían un 41% menos de probabilidades de recibir tratamiento colorrectal y eran más propensos a ser hospitalizados en un hospital universitario con menos médicos titulados en comparación con los pacientes blancos. Además, los pacientes negros tenían más probabilidades de ser diagnosticados de secuelas oncológicas, que es la gravedad de la enfermedad como consecuencia de un cáncer mal tratado. Por último, por cada 1.000 pacientes ingresados en el hospital, se produjeron 137,4 muertes de pacientes negros y 95,6 de pacientes blancos.
Un artículo de una revista sobre cáncer de mama analizó las disparidades de los tratamientos del cáncer de mama en los Montes Apalaches. Las mujeres afroamericanas tenían tres veces más probabilidades de morir que las asiáticas y dos veces más que las blancas. Según el estudio, las mujeres afroamericanas están en desventaja de supervivencia en comparación con otras razas. Las mujeres negras también tienen más probabilidades de recibir un tratamiento menos eficaz que las mujeres blancas al no recibir cirugía ni terapia. Además, el panel del Instituto Nacional del Cáncer de Estados Unidos identificó los tratamientos contra el cáncer de mama, administrados a las mujeres negras, como inapropiados y no adecuados en comparación con el tratamiento administrado a las mujeres blancas. 
A partir de estos estudios, los investigadores han observado que existen disparidades definitivas en el tratamiento del cáncer, concretamente quiénes tienen acceso al mejor tratamiento y pueden recibirlo a tiempo. Esto acaba provocando disparidades entre quiénes mueren de cáncer y quiénes tienen más probabilidades de sobrevivir.
La causa de estas disparidades suele ser que los afroamericanos tienen menos cobertura médica, seguro y acceso a los centros oncológicos que las personas de otras razas. Por ejemplo, se demostró que los pacientes negros con cáncer de mama y cáncer colorrectal tenían más probabilidades de tener Medicaid o de no tener ningún seguro en comparación con otras razas. La ubicación del centro sanitario también influye en que los afroamericanos reciban menos tratamiento en comparación con otras razas. Sin embargo, algunos estudios afirman que los afroamericanos no confían en los médicos y no siempre buscan la ayuda que necesitan y que esto explica por qué reciben menos tratamiento. Otros sugieren que los afroamericanos buscan más tratamiento que los blancos y que se trata simplemente de una falta de recursos a su disposición. En este caso, el análisis de estos estudios permitirá identificar las disparidades de tratamiento y tratar de prevenirlas descubriendo las posibles causas de estas disparidades.

### Percepción pública
A pesar del reconocimiento de las mejoras en los resultados, el miedo visceral a la enfermedad es omnipresente, y es posible que la gente tenga que luchar para controlarlo.
Entre los pacientes con cáncer de pulmón, son frecuentes el estigma, la vergüenza, el aislamiento social y la discriminación. A estos pacientes a veces se les dice que merecen tener cáncer por fumar. Esos pacientes también pueden tener sentimientos de culpa por tener cáncer. El estigma en el cáncer cervicouterino estaba impulsado predominantemente por el miedo al juicio social y al rechazo, la autoculpabilización y la vergüenza, con notables influencias negativas de las normas sociales y de género, ya que tanto la infección por virus del papiloma humano como el cáncer cervicouterino eran estigmatizados debido a la percepción de que surgen de conductas imprudentes como tener múltiples parejas sexuales o descuidar las pruebas de detección. La resiliencia puede ser un potente mecanismo de protección contra la estigmatización. La resiliencia en el contexto del tratamiento del cáncer es la capacidad fisiológica y psicológica del paciente para adaptarse de forma efectiva, recuperarse y mantener un funcionamiento óptimo frente a los desafíos médicos. Abarca la capacidad de afrontar y superar la adversidad, mantener el bienestar emocional y promover la salud y la curación en general.